# Estadio Municipal de Ipiales
El estadio Municipal de Ipiales es un escenario deportivo de fútbol en la ciudad de Ipiales, Nariño. Ha sido sede del club Deportivo Pasto en la Categoría Primera A de Colombia.

## Historia
El estadio se construyó en 1964 en los terrenos donados por José Fernando Ramírez Machuca.
En el año 2000 fue sede del club Deportivo Pasto debido a la remodelación Estadio Departamental Libertad que era sede principal de los Juegos Deportivos Nacionales de ese año. En 2019 fue nuevamente sede del equipo pastuso, debido a nuevas remodelaciones del estadio Libertad.